# Co-op Live
Co-op Live is een overdekte arena in Manchester, Engeland. De opening vond plaats op 14 mei 2024. Het is de grootste arena van het Verenigd Koninkrijk; groter dan de bestaande en nabijgelegen Manchester Arena. De geschatte kosten van de arena zijn £ 365 miljoen. 
Ontwikkelaars zijn van plan om maximaal 32 bars, een aantal restaurants en clubs als onderdeel van het complex op te nemen. Oak View Group ontwikkelt het plan in samenwerking met The Co-operative Group . 

## Arena-ontwerp

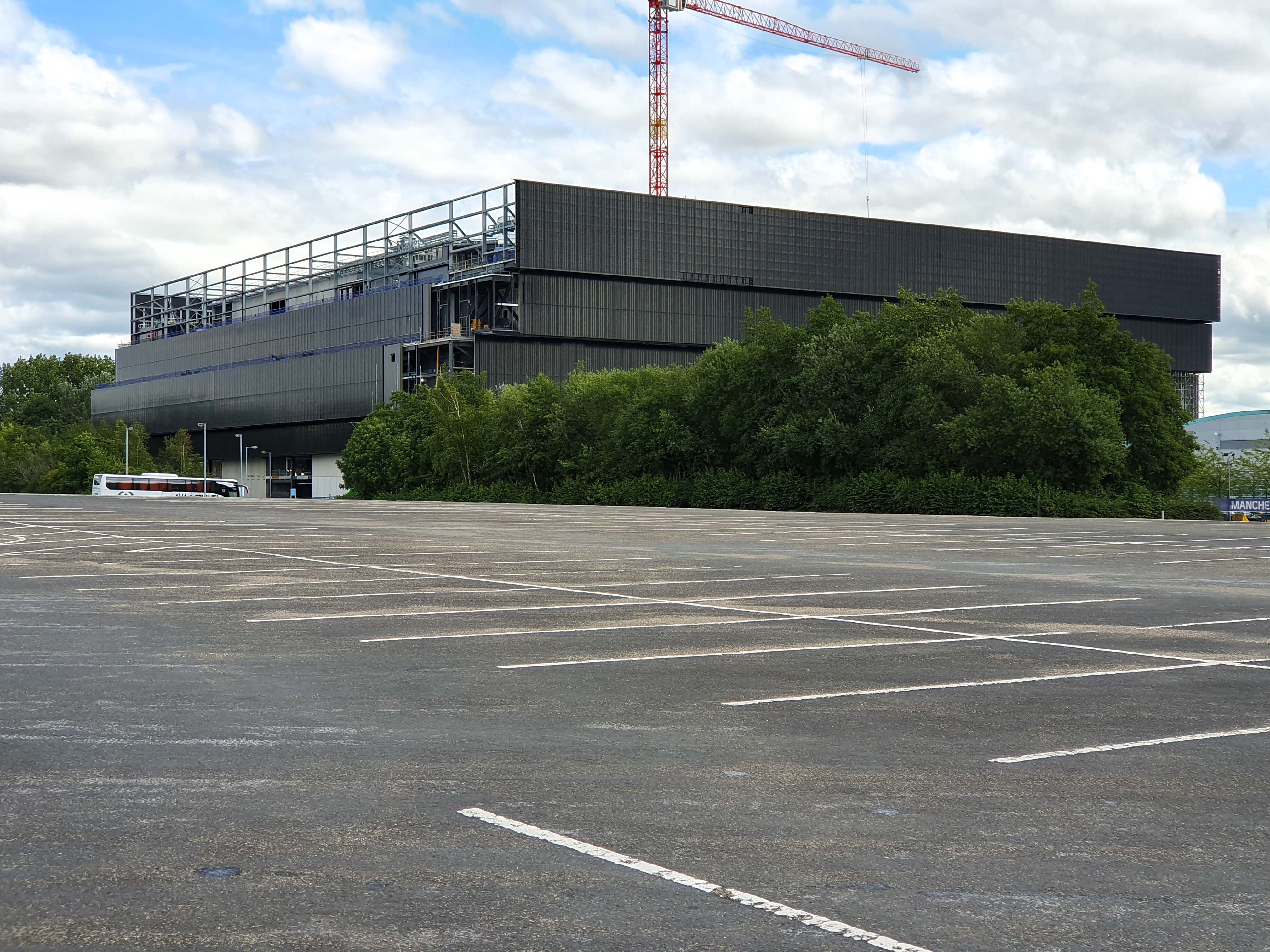
De arena in aanbouw (augustus 2023)

De arena is van plan om livemuziek, sport, en familie-entertainmentevenementen te organiseren. De arena zal een maximale capaciteit hebben van 20.500 zitplaatsen; maar met een verbeterde maximale capaciteit van 23.500, waarvan er 7.500 zouden staan als de zitplaatsen op het lagere niveau zijn ingetrokken. 
De arena zal naar verwachting ongeveer 120 evenementen per jaar organiseren, waarvan 100 geplande muziekevenementen. Het ontwerp van de arena is voornamelijk gericht op het hosten van livemuziek.
Naast livemuziek en entertainment stellen de ontwikkelaars basketbal, korfbal, tennis, esports en gymnastiek voor als sporten die binnen de afmetingen van de arenavloer kunnen worden georganiseerd.